# André-Pierre Duirat
André-Pierre Duirat SMA (* 30. Mai 1908 in Saint-Bonnet-de-Joux, Département Saône-et-Loire; † 29. Dezember 1998) war ein französischer römisch-katholischer Ordensgeistlicher und Bischof von Bouaké.

## Leben
André-Pierre Duirat trat der Ordensgemeinschaft der Gesellschaft der Afrikamissionen bei und empfing am 6. Januar 1934 das Sakrament der Priesterweihe. Papst Pius XII. bestellte ihn am 26. Oktober 1951 zum ersten Apostolischen Präfekten von Bouaké.
Am 4. Juli 1956 wurde André-Pierre Duirat infolge der Erhebung der Apostolischen Präfektur Bouaké zum Bistum erster Bischof von Bouaké. Der emeritierte Erzbischof von Marseille, Jean Delay, spendete ihm am 8. Dezember desselben Jahres die Bischofsweihe; Mitkonsekratoren waren der Erzbischof von Abidjan, Jean-Baptiste Boivin SMA, und der Weihbischof in Lyon, Claude Marie Joseph Dupuy.
Duirat nahm an allen vier Sitzungsperioden des Zweiten Vatikanischen Konzils teil. Am 17. Mai 1973 nahm Papst Paul VI. das von André-Pierre Duirat vorgebrachte Rücktrittsgesuch an.